# Belforte Monferrato
Belforte Monferrato (piemontesisch Belfòrt) ist eine Gemeinde in der italienischen Provinz Alessandria (AL), Region Piemont. 

## Lage und Einwohner
Belforte Monferrato liegt 37 km südlich von der Provinzhauptstadt Alessandria auf einer Höhe von 233 m über dem Meeresspiegel in den Hügelhängen der ligurischen Apennins. Das Gemeindegebiet umfasst eine Fläche von 8,78 km² und hat 500 (Stand 31. Dezember 2023) Einwohner. Die Gemeinde liegt direkt an der Autostrada A26 mit einer Ein- und Ausfahrt in der Nähe.
Die Nachbargemeinden sind Ovada, Rossiglione (GE) und Tagliolo Monferrato.

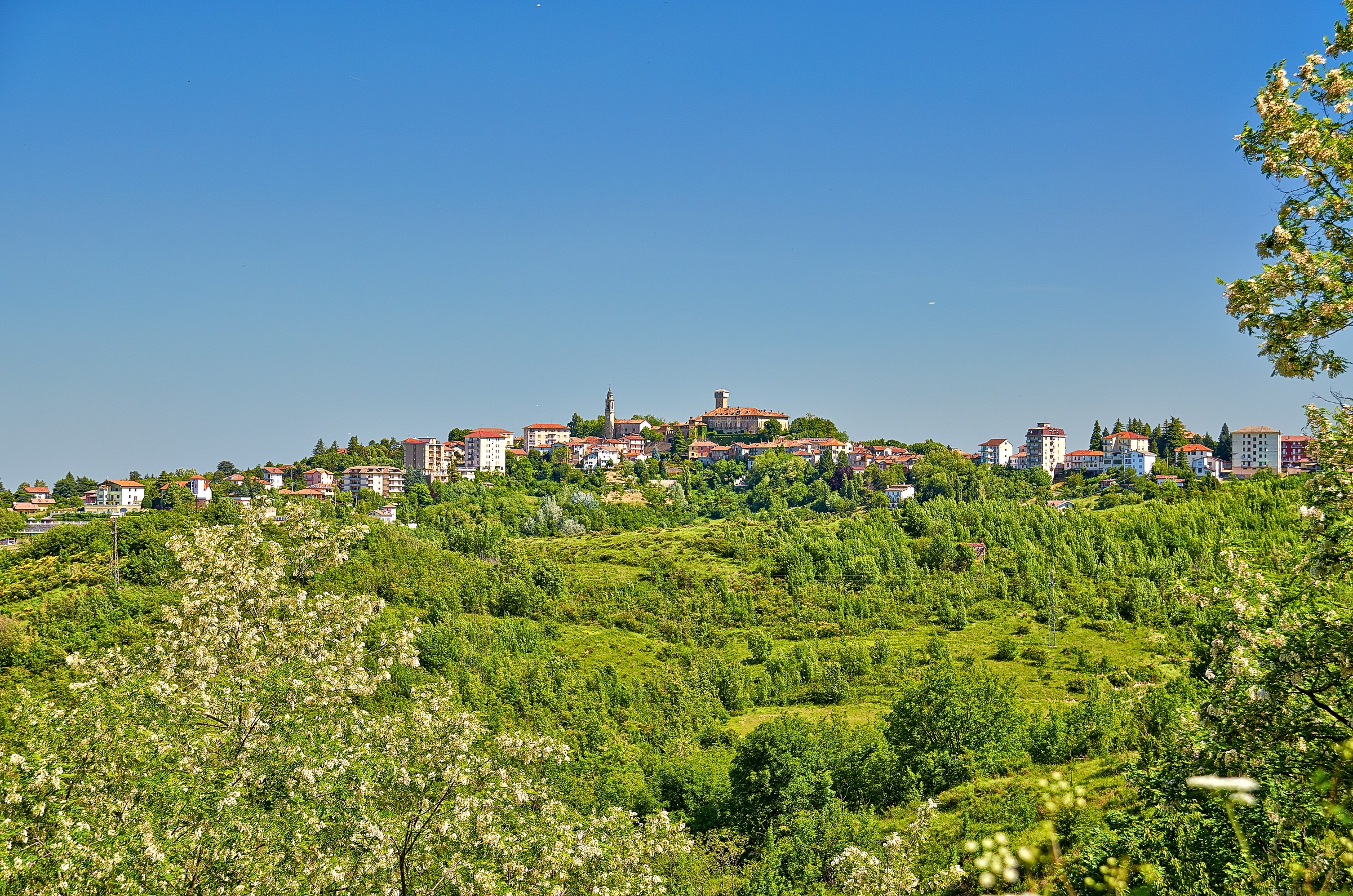
Belforte Monferrato

## Geschichte

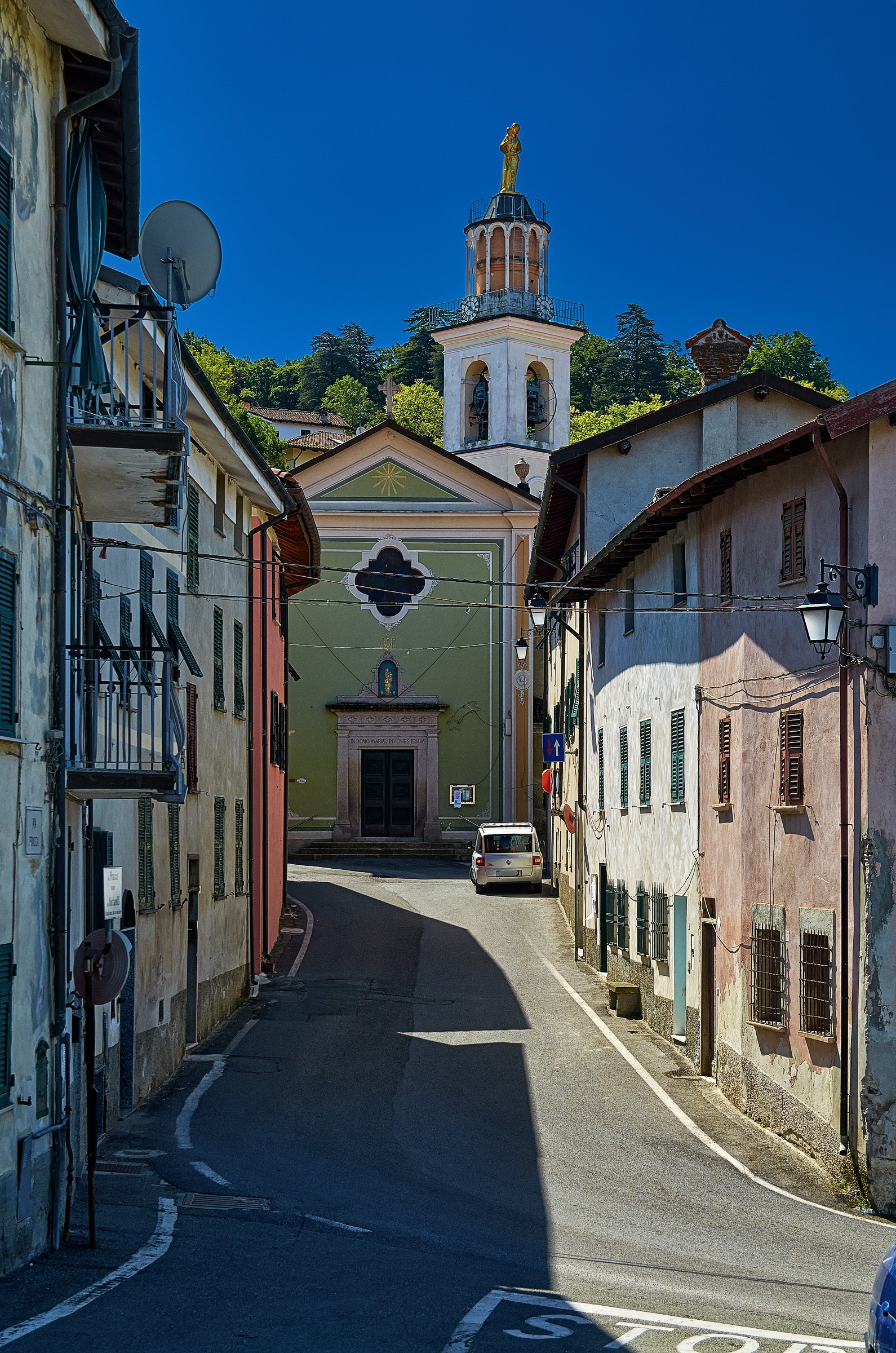
Kirche San Benedetto

Der Ortsname setzt sich aus dem Adjektiv „bello“ und dem Substantiv „forte“ zusammen, was Festung bedeutet. Eine der ältesten Zeugnisse stammt aus dem Jahr 967 und stammt von Bellum Fortium. Die Siedlung entstand im Mittelalter, genau aus einem urchristlichen Kern, der sich in der Nähe eines Klosters aus der lombardischen Zeit befand. Es wurde von Mönchen gegründet die von der Diözese Bobbio abhängig waren, das in der Provinz Piacenza und links des Baches Stura lag. Die Gemeinde siedelte sich jedoch rechts des Baches an, in dessen angrenzender Ebene eine Kapelle errichtet wurde. Später wurde diese Siedlung aufgegeben und die Bevölkerung zog auf den Hügel in der Nähe einiger Verteidigungsgebäude, wo andere Bauwerke, darunter eine Burg, errichtet wurden. 
Im Jahr 934 wurde es von den Königen Hugo und Lotario an Aleramo, den Stammvater von Monferrato, verliehen. Anschließend gelangte es zunächst unter die Herrschaft der Malaspina von Cremolino und dann, im Jahr 1328, unter die der Spinola.
Im Jahr 1539, mit dem Tod des letzten Dynasten dieser Linie, Giambattista, fiel es in die Hände der Grimaldis, die es bis 1652 behielten, als ihnen der genuesische Adlige Patrizio Cattaneo folgte, der als erster den Titel  des Marquis von Belforte erhielt. Sie stand auch im Mittelpunkt der Interessen Savoyens und der genuesischen Republik und war im 17. und 18. Jahrhundert in mehrere Kriege verwickelt, die dem Erbe enormen Schaden zufügten. 
Ab 1927 wurde es in die Gemeinde Tagliolo Monferrato eingegliedert, von der es genau zwanzig Jahre später die volle Autonomie  zurück erlangte.

## Sehenswürdigkeiten
- Die alte Burg.
- Das Oratorium, das sich dort befindet, wo einst die Verteidigungsgebäude standen.
- Die Kirche San Benedetto, die um das Jahr 1000 in der Nähe der Burg erbaut wurde.
- Die alte Kapelle frühmittelalterlichen Ursprungs.

## Weinbau
In Belforte Monferrato werden Reben für den Dolcetto d’Ovada, einen Rotwein mit DOC Status angebaut. Die Beeren der Rebsorten Spätburgunder und/oder Chardonnay dürfen zum Schaumwein Alta Langa verarbeitet werden.